# ウィエンチエンルン郡
座標: 北緯20度0分42秒 東経100度3分24秒 / 北緯20.01167度 東経100.05667度
ウィエンチエンルン郡（ウィエンチエンルンぐん）は、タイ北部・チエンラーイ県にある郡（アムプー）である。

## 名前
ウィエンチエンルンとは「明るい城壁都市」と言う意味である。なお、景洪の語源である「チエンルン」と語源はまったく同じである。

## 歴史
チエンラーイの郊外にあり、古くからチエンラーイの外郭都市として発展しており、遺跡も存在する。
行政区画としては分郡としてチエンルンの名で1995年4月1日、ウィエンチャイ郡から分離して成立した。チエンルン分郡は1996年3月1日ウィエンチエンルン分郡と名を変えた。
2007年5月15日のタイ政府の決定により81の分郡が郡に昇格することとなった。同年8月24日の官報の発行により公的にウィエンチエンルンの昇格が確認された。

## 地理
コック川から東に郡が存在し、郡はおおむねチエンラーイ市街地東の山岳地帯に位置する。

## 行政区分
郡は3のタムボンに分かれ、その下位に43の村（ムーバーン）が存在する。テーサバーン・バーンラーオというタムボン自治体（テーサバーンタムボン）が存在し、タムボン・トゥンコーおよびタムボン・ドンマハーワンの一部で展開している。なお、郡内には3つのタムボン行政体（オンカーンボーリハーンスワンタムボン）が設置されている。
1. タムボン・トゥンコー・・・ตำบลทุ่งก่อ
2. タムボン・ドンマハーワン・・・ตำบลดงมหาวัน
3. タムボン・パーサーン・・・ตำบลป่าซาง